# Adolf Metz
Adolf Metz (născut Abram; în rusă Адольф Мец; n. 1888, Dubăsari, gubernia Herson, Imperiul Rus – d. 16 noiembrie 1943, Riga, Reichskomisariatul Ostland) a fost un violonist și profesor de muzică țarist rus și leton. A fost profesor al Conservatorului din Riga.

## Biografie
S-a născut în târgul Dubăsari din ținutul Tiraspol, gubernia Herson, Imperiul Rus (actualmente în Transnistria, Republica Moldova). A studiat la Conservatorul din Sankt Petersburg în clasa lui Leopold Auer, apoi în Belgia sub Eugène Ysaÿe. În anii 1910 a făcut un turneu ca solist în Rusia și Europa de Vest. În 1912-1914 a lucrat ca violonist la Societatea Filarmonică din Bremen. În anii 1914-1922 a predat la școala de muzică a Societății Filarmonice din Moscova.
Din 1922 a activat ca profesor al Conservatorului leton din Riga, unde a fondat și a condus departamentul de instrumente cu coarde. A predat la cursurile Universității Ruse din Riga (din 1930, Institutul Rus de Cunoaștere Universitară).
În timpul celui de-Al Doilea Război Mondial, a fost deportat (1941) cu familia în ghetoul din Riga; în toamna aceluiași an, soția sa a fost împușcată în Rumbula. Ulterior, a fost transferat în lagărul de muncă forțată la fabrica „Lenta” din lagărul de concentrare Kaiserwald, unde odată cu închiderea fabricii la 16 noiembrie 1943, a fost executat împreună cu toți prizonierii lagărului.